# Hexatoma pusilla
Hexatoma pusilla är en tvåvingeart som först beskrevs av Alexander 1920.  Hexatoma pusilla ingår i släktet Hexatoma och familjen småharkrankar. Inga underarter finns listade i Catalogue of Life.